# Apechoneura longicauda
Apechoneura longicauda là một loài tò vò trong họ Ichneumonidae.